# Histoire de Moscou

Armoiries de Moscou.

L'histoire de Moscou, aujourd'hui capitale de la Russie, commence avec des peuplements préhistoriques. De petite ville au XIe siècle, elle grossit pendant la période mongole et devient le centre d'une principauté au XIVe siècle. Elle devient capitale de la Russie en 1480 et perd cette position en faveur de Saint-Pétersbourg fondée en 1712. Le siège du gouvernement revient à Moscou en 1918 après la révolution russe.

## Préhistoire
Le plus ancien indice attestant de la présence d’humains sur le territoire de Moscou est le site néolithique de Stchoukinskaïa sur la Moskova et remonte donc à l’âge de la pierre. Au sein des frontières modernes de la ville, d’autres preuves furent découvertes (le cimetière de la culture Fatyanovskaïa, le site de la colonie de la culture Dyakovskaïa, sur le territoire du Kremlin, la colline aux Moineaux (Воробьёвы го́ры), la rivière Setoun (Сетунь), le parc forestier Kountsevski…).
À la fin du premier millénaire, le territoire de Moscou et de ses environs est habité par les tribus slaves de Viatitches. À la fin du XIe siècle, Moscou est une petite ville à l’embouchure de la rivière Neglinnaïa. À l'époque, c'était une obscure bourgade d’une petite province habitée principalement par les Meryas, parlant une langue balto-finnoise aujourd'hui disparue.

## Fondation de Moscou

Le premier plan de la ville, dessiné en 1556 par Sigismund von Herberstein.

En Europe de l'Est émerge en 862 la Rus de Kiev, un état fondé par des princes varègues régnant sur des populations slaves. Sa richesse et son pouvoir résultent de sa position sur les routes commerciales fluviales qui relient la mer Baltique et la mer Noire. Sa capitale est Kiev. Au IXe siècle ses souverains abandonnent la religion slave pour la foi chrétienne orthodoxe. Au XIe siècle, les rivalités entre les descendants des dirigeants provoquent le morcèlement de l'État, auquel succèdent une cinquantaine de principautés comme Novgorod ou Vladimir-Souzdal. Moscou est mentionnée pour la première fois en 1147, sous le nom de Moskov, dans la chronique d'Ipatiev, l'un des plus anciens témoignages écrits sur cette époque. La chronique relate la rencontre de Iouri Dolgorouki, prince de Vladimir-Souzdal, et de son allié le prince Sviatoslav Olgovitch de Novgorod-Severski sur le territoire de Moscou appartenant aux Souzdal. 
En 1156 le fils de Iouri Dolgorouki y édifie un simple fortin de bois sur une petite éminence qui domine de 30 mètres la rive gauche de la rivière Moskova. La forteresse est située au confluent de la Moskova et la Neglinnaïa, petit cours d'eau dont les eaux sont utilisées pour remplir les douves. Elle se situe sur l'emplacement actuel du Kremlin mais son périmètre est beaucoup plus réduit que le Kremlin actuel (510 mètres au lieu des 2 230 mètres). Un pont permet de passer sur la rive droite basse et marécageuse qui reste inoccupée.  La superficie totale de ce bourg ne dépasse pas les cinq hectares aux XIe et XIIe siècles. La ville poursuivra son expansion durant les siècles suivants essentiellement sur la rive gauche. En effet, la rive droite est une prairie non seulement inondée lors de la débâcle des rivières, mais aussi ouverte aux invasions venues du sud.

## Invasion mongole
Au XIIIe siècle, Moscou devient le bien patrimonial des fils cadets de la dynastie des princes de Souzdal. Une résidence princière est édifiée ainsi que trois églises en bois dont la plus ancienne, Saint-Jean-Baptiste, s’élève sur l'emplacement d'un temple païen. En 1223 débute l'invasion de la Rus' par les tribus nomades venues de Mongolie qui va bouleverser pour des siècles l'histoire de la région. Sous la direction du khan Batu, les envahisseurs défont en 1238 tous les princes russes en laissant derrière eux un sillage de destruction et de mort. Les mongols atteignent Moscou en janvier et après un court siège la bourgade est prise, pillée et détruite tandis que ses dirigeants sont tués. Cette campagne des mongols met fin à la puissance dominante locale, la Rus de Kiev. Toutes les principautés russes doivent se soumettre et désormais payer tribut aux mongols.  Ceux-ci s'installent définitivement sur la basse-Volga d'où ils font et défont les dirigeants russes. Ils y créent un état la Horde d'or qui s'étend sur plusieurs millions de km².
Jusque là Moscou n'était qu'une simple bourgade, mais sa position à l'orée de la forêt lui offre une certaine sécurité contre les attaques mongoles, tout en étant située sur les routes commerciales menant aux bassins de la Volga, de la Neva et du Don. Alexandre Nevski en fait une principauté indépendante qu'il confie à son fils Daniel de Moscou (1261-1303). Celui-ci élargit le territoire en annexant la ville de  Pereslavl-Zalesski au nord-est et la forteresse de Kolomna au sud-est. Il fonde les monastères Danilov et  de Bogoïavlenski. Les mongols dévastent à nouveau la bourgade en 1293.

## Montée en puissance de Moscou
La nomination des dirigeants des principautés russes doit désormais recevoir l'aval des mongols. Ceux-ci chargent l'un des princes russes, désigné par le titre de grand-duc, de collecter le tribut auprès des autres princes. Pendant longtemps ce sont les  princes de Tver qui reçoivent cette charge. C'est le cas de Michel III le Saint Vladimirski, prince de Tver. Mais le prince de Moscou Iouri III Moskovski, utilisant les liens matrimoniaux forgés avec la sœur du khan des mongols, obtient sa déposition (1317) et sa mort. Son triomphe est bref car il est assassiné par le fils de Michael III. Le frère de Iouri Ivan Ier, avec l'accord du khan des mongols, prend à son tour le titre grand-duc et de  prince de Vladimir-Souzdal. Il profite d'une révolte de Tver contre les Mongols en 1327 pour se joindre à ceux-ci et dévaster les terres de Tver. Les Mongols lui accordent le titre de Grand-prince de Moscou. Ivan devient l'intermédiaire principal entre les seigneurs mongols et les principautés russes, qui versent par ailleurs un supplément de tribut aux dirigeants de Moscou. Moscou prospère et bénéficie, en tant que principal collaborateur, d'une protection contre les bandes mongoles qui ravagent périodiquement les autres principautés. Cette sécurité relative attire les nobles et leurs serviteurs qui viennent s'installer sur les terres contrôlées par Moscou. Pour la première fois des bâtiments en pierre sont édifiés à Moscou dont une église qui sera détruite en 1933. En 1339 le Kremlin est entouré d'une palissade et de tours en bois de chêne. 
Les services rendus aux mongols par le prince de Moscou lui permettent d'obtenir certains privilèges. Il peut ainsi transmettre le contrôle de la principauté à l'aîné et limiter la division entre tous les fils. Par ailleurs le Khan renforce le rôle de Moscou en autorisant le transfert du siège de l'église orthodoxe de Vladimir à Moscou. Sous le règne d'Ivan la superficie du territoire double passant de 20 000 à 40 000 km². Les héritiers d'Ivan conservent le titre de Grand Duc. En 1353, la peste ravage Moscou et emporte des milliers d'habitants dont le Grand-duc et ses fils. La ville est par ailleurs dévastée par des incendies à cinq reprises entre 1331 et 1365. Après le dernier incendie, le prince Dimitri Donskoï décide d'entourer le kremlin de remparts en pierre. La superficie défendue par les remparts est fortement accrue avec une longueur de mur portée à 1 979 mètres. Le Kremlin de Moscou devient la forteresse la plus puissante de Russie. Dimitri et son successeur édifient une chaîne de monastères-forteresses chargées de défendre la ville. Ce sont les monastères Simonov, Andronikov, Zachatevsky, Petrovsky  et  Sretensky.

## Interrègne

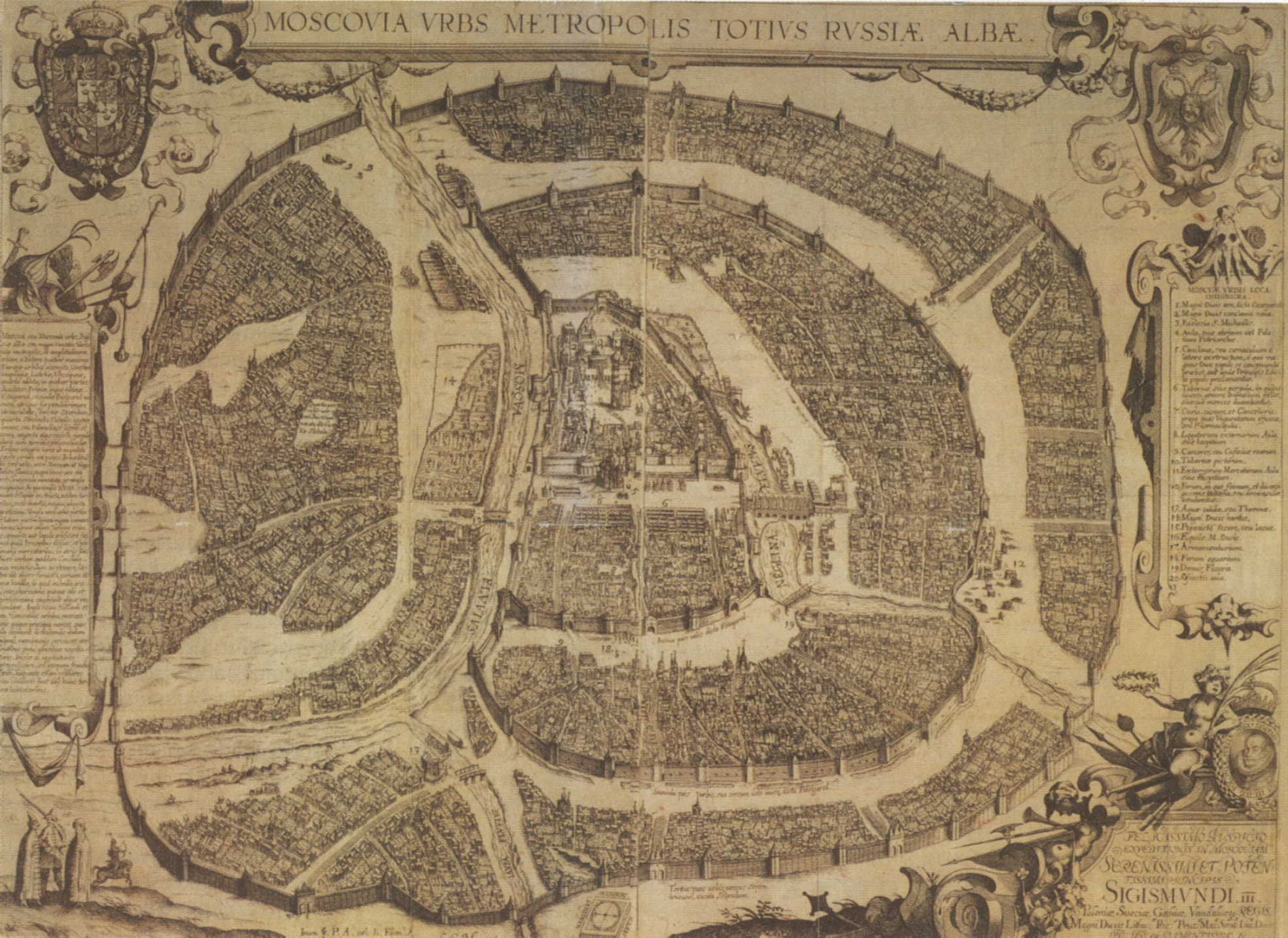
Carte de Moscou (1610)

En 1571 les Tatars du Khanat de Crimée prirent et incendièrent Moscou. De 1610 à 1612, des troupes de la république des Deux Nations occupèrent Moscou, et leur commandant Sigismond III essaya d’usurper le trône russe. En 1612, le peuple de Nijni Novgorod et d’autres villes russes, conduit par le prince Dmitri Pojarski et par Kouzma Minine, se dressa contre les occupants polonais, siégea au Kremlin et les en expulsa. En 1613, le Zemski sobor élit pour tsar Michel III, établissant ainsi la dynastie des Romanov.

## Sous les Romanov
Moscou cessa d’être la capitale de la Russie en 1712 après que Pierre le Grand eut construit Saint-Pétersbourg sur la côte de la mer Baltique. 
En septembre 1812, de nombreux Moscovites quittèrent la ville à l'approche des forces napoléoniennes. Un grand incendie ravagea la ville ce mois-là, sans que ses origines soient clairement élucidées aujourd'hui : il pourrait avoir été provoqué volontairement par des Russes ou déclenché par des feux de camp militaires. L’armée de Napoléon, affaiblie par la faim, le froid et des renforts trop pauvres, fut forcée de se retirer. La reconstruction de Moscou dans les années suivantes se fit en privilégiant des grands espaces et en limitant les constructions en bois.
Le chemin de fer Saint-Pétersbourg – Moscou entra en service en 1851. Moscou devint un nœud central du transport ferroviaire en Russie.

## XXesiècle
En janvier 1905, l’institution de gouverneur de la ville, ou maire, fut officiellement introduite à Moscou, et Aleksandr Andrianov devint le premier maire officiel de la ville. À la suite du succès de la Révolution russe de 1917, Lénine, craignant une possible invasion étrangère, rendit à Moscou son statut de capitale, le 5 mars 1918.

### Le régime communiste entre deux guerres (1917-1945)
Au début du XXe siècle, plusieurs grèves et soulèvements armés à Moscou, pavèrent la voie vers la Révolution russe. En 1918, les Bolchéviques rendirent à Moscou le siège du gouvernement. 

### Seconde Guerre mondiale (1941-1945)
Le 22 juin 1941, les troupes allemandes envahissent l'Union soviétique dans le cadre de l'opération Barbarossa.  Durant la Seconde Guerre mondiale (Grande Guerre patriotique), le Comité d’État soviétique de Défense et l’état-major de l’Armée rouge sont installés à Moscou. La Wehrmacht progresse de manière foudroyante anéantissant les unes après les autres les armées soviétiques. Les troupes allemandes arrivent aux portes de Moscou fin septembre 1941 et une offensive est lancée pour prendre en tenaille les forces qui défendent la capitale. Le 2 octobre 1941 la ville est bombardée par l'aviation allemande. La ville est en partie évacuée de ses habitants et les organes du gouvernement et certaines usines sont déménagées tandis que les civils sont mobilisés pour construire des défenses anti-tanks. Pour renforcer le mince rideau de troupes qui constitue la dernière ligne de défense, 16 divisions de volontaires (plus de 160 000 personnes), 25 bataillons (18 000 personnes) et quatre régiments d’ingénieurs sont formés parmi les Moscovites. Au cours de la bataille de Moscou qui se déroule entre octobre 1941 et janvier 1942, les forces allemandes parviennent jusqu'à 23 km du Kremlin, mais malgré leur supériorité numérique, elles sont arrêtées pour la première fois depuis leur entrée sur le territoire soviétique. L'ennemi est repoussé mais le front reste proche et la menace ne disparait qu'en octobre 1943 lorsque la ville de Smolensk est reprise. Le 1er mai 1944, la médaille « Pour la défense de Moscou » et en 1947 une autre médaille « En mémoire du 800e anniversaire de Moscou » furent créées.

### L'Union soviétique après guerre (1945-1991)
Le 9 mars 1953, des centaines de milliers de personnes assistent aux funérailles de Staline et défilent devant sa dépouille exposée au mausolée de Lénine. Le 8 mai 1965, lors des célébrations du vingtième anniversaire de la victoire dans la Seconde Guerre mondiale, Moscou reçoit le titre de Ville Héroïque. En 1980, la ville héberge les Jeux olympiques, marqués par le boycott d'une cinquantaine de nations (menées par les États-Unis) à la suite de l'invasion de l'Afghanistan par l'Union Soviétique en 1979.

### Depuis l'éclatement de l'Union soviétique (1991-)
En 1991, Moscou fut la scène d’une tentative de coup d’État par des conservateurs opposés aux réformes libérales de Mikhaïl Gorbatchev. Quand l’Union soviétique fut dissoute la même année, Moscou devint capitale de la Russie. Depuis, l’émergence de l’économie de marché à Moscou a eu pour conséquence d’immenses changements des commerces, des prestations de service, de l’architecture et des modes de vie.
Lors de la rébellion des mercenaires de Wagner en juin 2023, la ville est placée en régime d’opération anti-terrorisme pendant deux jours. 

## Images historiques

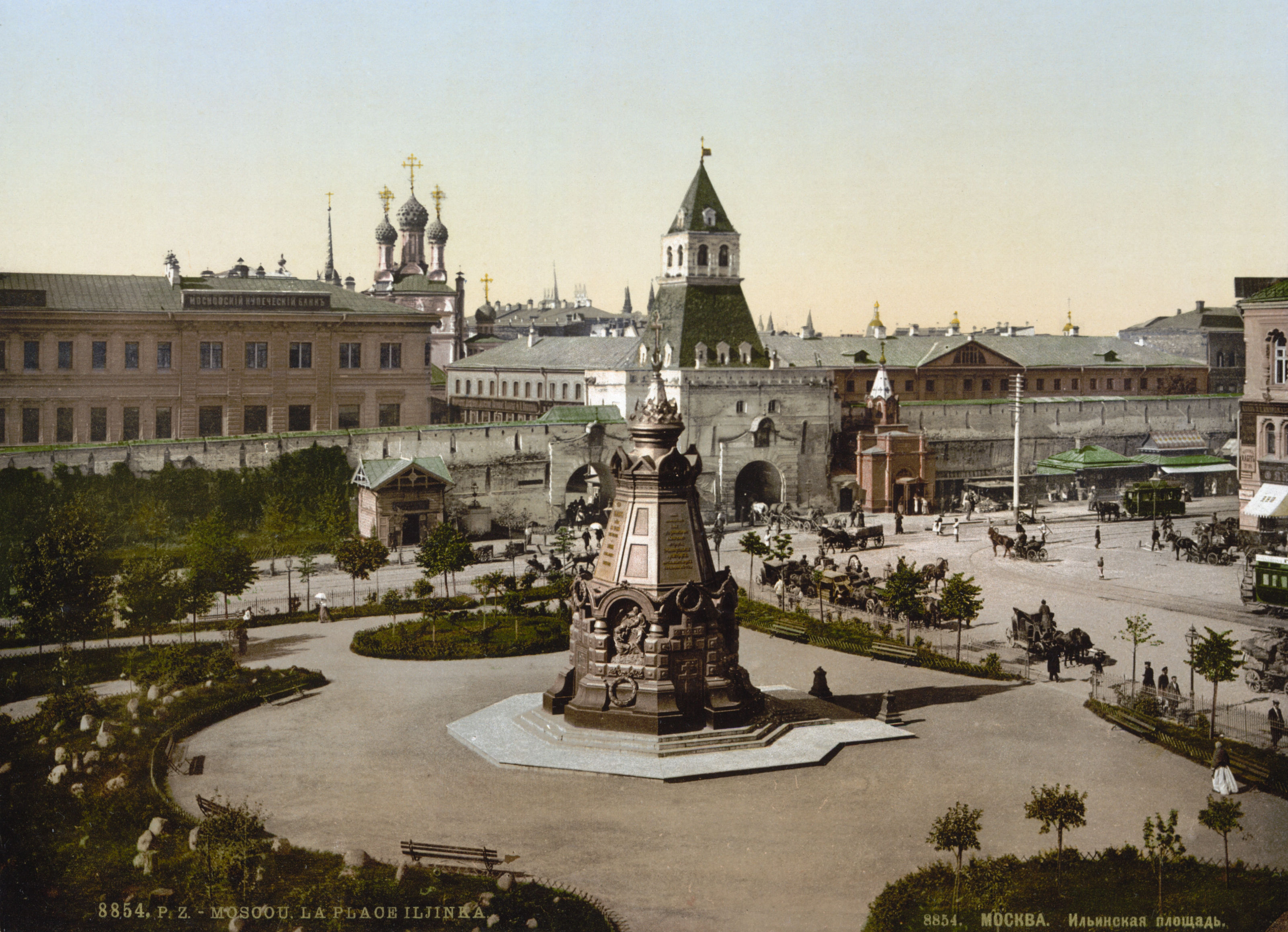
Murs de Kitai-Gorod près de la place Loubianka (années 1890).
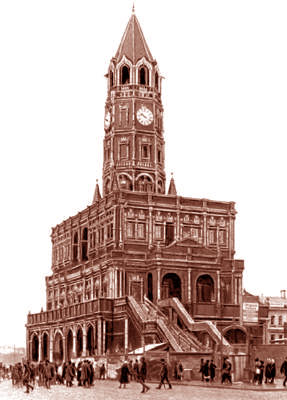
Ancienne vue de la tour Soukharev, démolie dans les années 1930.
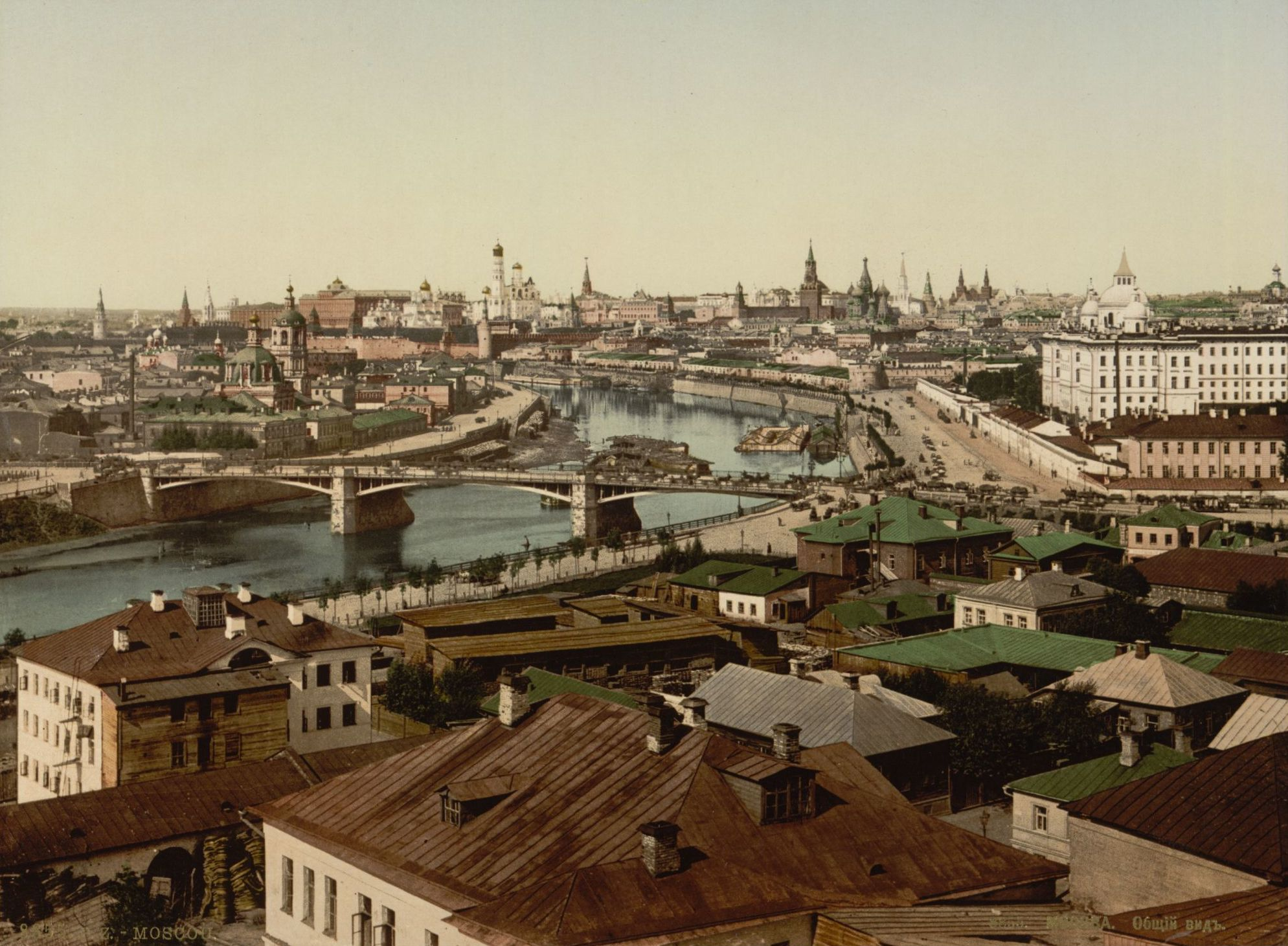
Cours de la Moskova (années 1890).
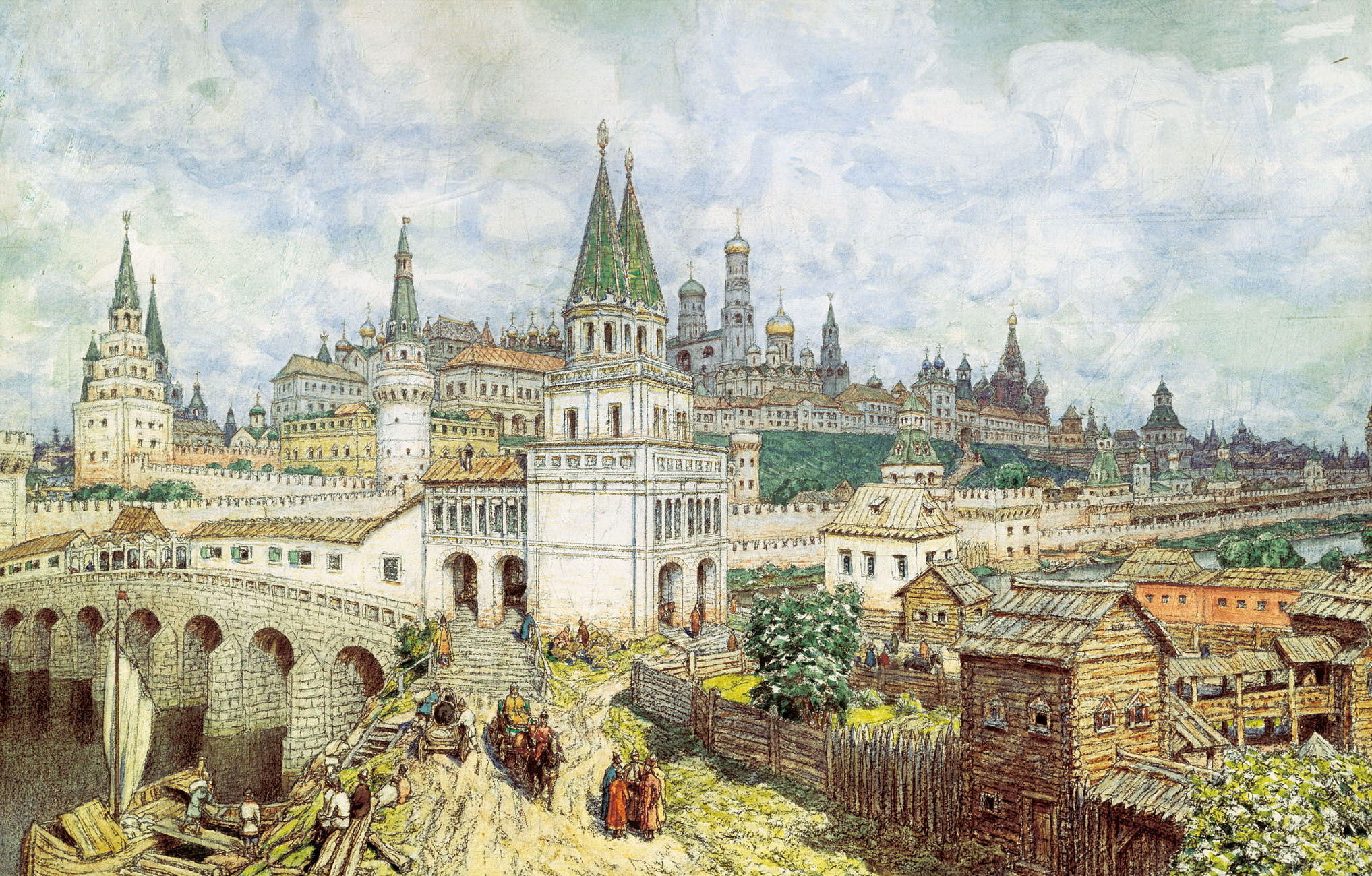
Apollinaire Vasnetsov,Pont de pierre Vsekhsviatski, détruit et remplacé dans les années 1850